# جوزفين بي. كرين
جوزفين بي. كرين (بالإنجليزية: Josephine Porter Boardman)‏ هي نجمة اجتماعية أمريكية، ولدت في 14 نوفمبر 1873، وتوفيت في 8 يوليو 1972 بسبب مرض.